# ناسا ایکس-۴۳
ناسا ایکس-۴۳ هواپیمای بدون سرنشین مافوق صوت است که توسط ناسا ساخته شد.

## پیشرفت

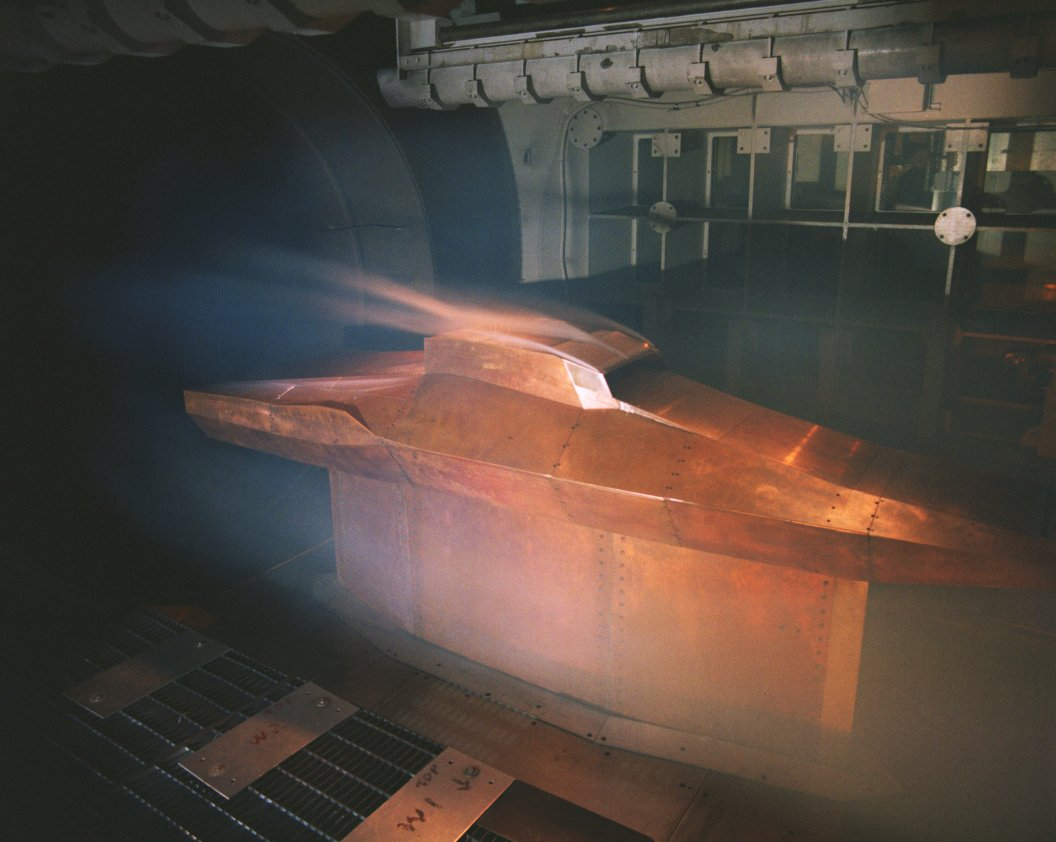
ایکس-۴۳ در دمای بالا و تونل باد

نسخه اولیه، ایکس-۴۳ بیش از هفت ماخ در حدود ۸۵۷۵ کیلومتر / ساعت در ارتفاع ۳۰،۰۰۰ متر یا بیشتر را تجربه کرد. سه نمونه از ایکس-۴۳ ساخته شده که نمونه اولیه در اقیانوس آرام سقوط کرد ولی دو نمونه دیگر با موفقیت پرواز کردند.